# Nowyj Swit (rejon kalmiuski)
Nowyj Swit (ukr. Новий Світ) – osiedle typu miejskiego na Ukrainie, w obwodzie donieckim, w faktycznie niefunkcjonującym rejonie kalmiuskim, od 2014 pod kontrolą marionetkowej, uzależnionej od Rosji Donieckiej Republiki Ludowej. W 2001 liczyło 9889 mieszkańców, spośród których 1130 wskazało jako ojczysty język ukraiński, 8733 rosyjski, 5 białoruski, 1 ormiański, 7 grecki, a 13 inny.